# گاردنر (دهانه)
گاردنر یک دهانه برخوردی در ماه‌ است.